# Osteosema praeampla
Osteosema praeampla là một loài bướm đêm trong họ Geometridae.